# 야니크 비송
야니크 비송(Yannick Bisson, 1969년 5월 16일 ~ )은 캐나다의 배우이다.

## 출연 작품
- 어나더 울프캅 (2017)
- 이어 바이 더 씨 (2016)
- 머독 미스터리 시즌6 (2013)
- 머독 미스터리 시즌5 (2012)
- 머독 미스터리 시즌4 (2011)
- 머독 미스터리 시즌3 (2010)
- 카지노 잭 (2010)
- 투 레이트 투 세이 굿바이 (2009)
- 머독 미스터리 시즌2 (2009)
- 애니멀 2 (2008)
- 머독 미스터리 시즌1 (2008)
- 팰콘 비치 (2006)
- 크레이지 포 크리스마스 (2005)
- 레이건 저격 사건 (2001)